# Erhard Neumann
Erhard M. „Butch“ Neumann (* 1. September 1932 in St. Louis; † 28. Januar 2002 in Draper) war ein US-amerikanischer Radrennfahrer.

## Sportliche Laufbahn
Neumann war im Straßenradsport aktiv. Er war Teilnehmer der Olympischen Sommerspiele 1956 in Melbourne. Das olympische Straßenrennen beendete er nicht. In der Mannschaftswertung kam das Team der USA mit Erhard Neumann nicht in die Wertung, da nur Joe Becker aus dem Team der USA das Rennen beendete. 1955 und 1956 wurde er Staatsmeister von Missouri im Straßenrennen. 1957 startete er bei den Straßenradsport-Weltmeisterschaften.